# Episodi di Grantchester (quinta stagione)
La quinta stagione della serie televisiva Grantchester è composta da sei episodi.
| nº | Titolo originale | Titolo italiano | Prima TV Regno Unito | Prima TV Italia |
| -- | ---------------- | --------------- | -------------------- | --------------- |
| 1  | Episode 1        | Episodio 1      | 10 gennaio 2020      | 14 gennaio 2021 |
| 2  | Episode 2        | Episodio 2      | 17 gennaio 2020      | 14 gennaio 2021 |
| 3  | Episode 3        | Episodio 3      | 24 gennaio 2020      | 21 gennaio 2021 |
| 4  | Episode 4        | Episodio 4      | 31 gennaio 2020      | 21 gennaio 2021 |
| 5  | Episode 5        | Episodio 5      | 7 febbraio 2020      | 28 gennaio 2021 |
| 6  | Episode 6        | Episodio 6      | 14 febbraio 2020     | 28 gennaio 2021 |